# Enzo Coloni Racing Car Systems
Enzo Coloni Racing Car Systems (também conhecida apenas como Coloni) foi uma equipe de Fórmula 1 que competiu entre 1987 e 1991.

## História

### 1987-1989: Coloni-Ford
Em 1987, a Coloni estrearia na F-1 no GP da Itália, utilizando um motor Ford e um chassi batizado de FC187, calçado com pneus Goodyear. O italiano Nicola Larini foi o escolhido para guiar o carro nos GP's da Itália e da Espanha, sendo que em Monza não obteve a classificação. Antes da escolha por Larini, falou-se que o veterano finlandês Keke Rosberg pensava em integrar a equipe.
1988 foi a primeira temporada completa da equipe na categoria, e utilizaria o mesmo chassi do ano anterior - mas mudando o piloto, que passaria a ser o também italiano Gabriele Tarquini. Esta temporada foi marcada pela "regularidade" da Coloni nos treinos - em 16 provas, não largou em 8 etapas, e conseguiu vaga no grid em outras 8. Durante a temporada, o time usaria o FC188 rebatizado com o mesmo nome, só que com a inclusão da letra "B". A melhor posição obtida foi um 8º lugar no GP do Canadá, obtido por Tarquini - na época, 6 pilotos pontuavam.

### A chegada de Moreno e as últimas qualificações para o grid

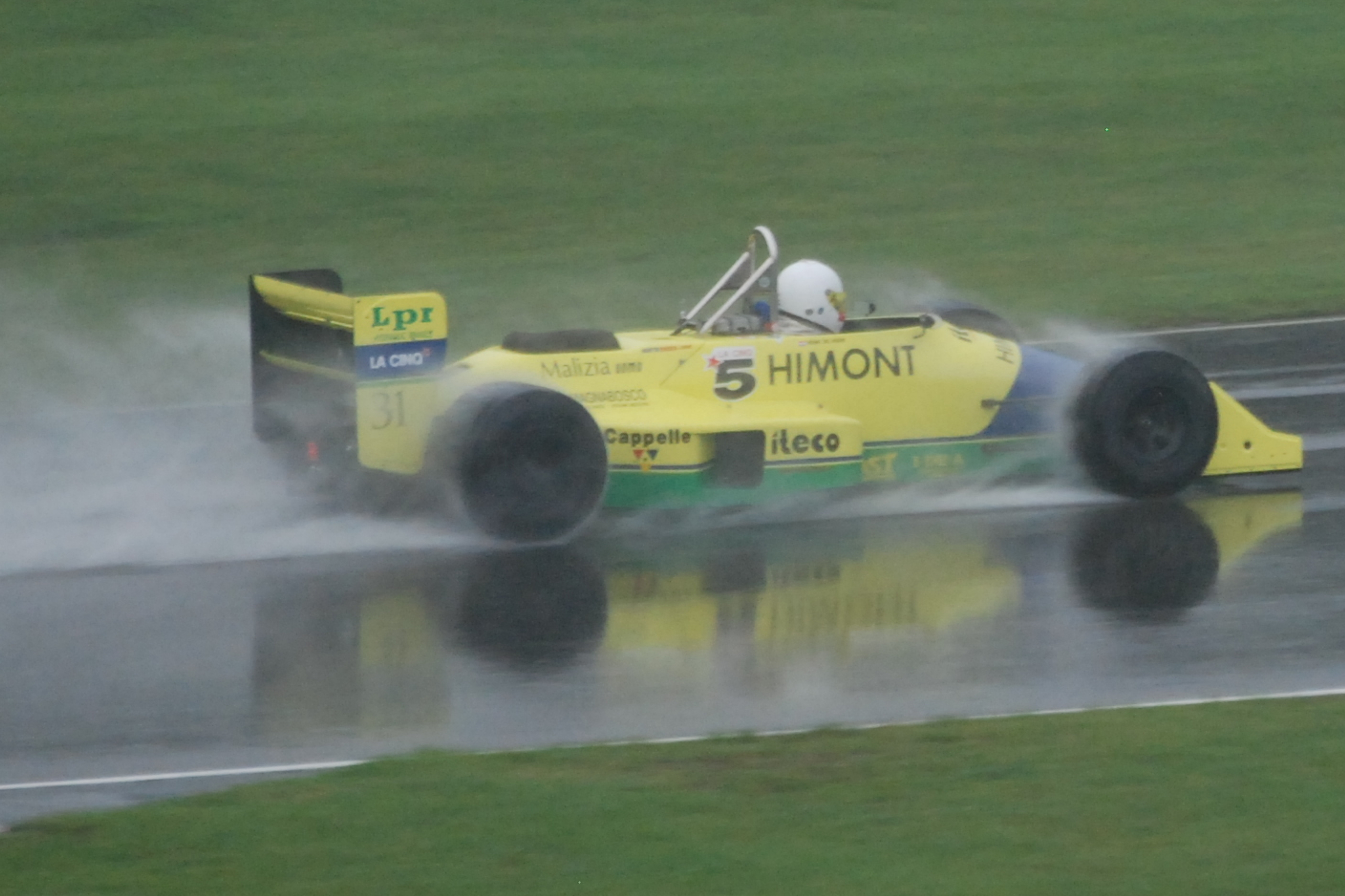
Coloni FC188 em Donington Park, em 2008.

No ano seguinte, Tarquini assina com a AGS, e para seu lugar a equipe contrata o brasileiro Roberto Moreno (que na época era piloto de testes da Ferrari) e o franco-argelino Pierre-Henri Raphanel (Michele Alboreto e Roberto Ravaglia também foram lembrados) para serem os novos titulares do time, que receberia o patrocínio da La Cinq, emissora de televisão da França - daí o motivo de um enorme número 5 estampado nos carros - que continuavam sendo os FC188B do campeonato anterior, trocando pelos chassis batizados C3 a partir do GP do Canadá.
Em Mônaco, pela primeira - e única - vez, a Coloni largaria com seus dois carros - Raphanel classificou-se em 18º, à frente dos veteranos Nelson Piquet, Eddie Cheever e René Arnoux, e Moreno, em 25º e penúltimo lugar. Na corrida, a Coloni desperdiçaria uma grande chance de marcar seus primeiros pontos na F-1 após Raphanel e Moreno abandonarem com problemas no câmbio.
Depois da etapa monegasca, a Coloni passaria a viver um martírio nas classificações, com Moreno extraindo o máximo de seu carro e Raphanel sendo eliminado nas pré-classificações das sextas-feiras. Após o GP da Hungria, onde novamente não obtiveram a vaga no grid, Moreno era mantido na equipe, mas o franco-argelino assinou com a Rial. Sem êxito em tentar contratar o belga Eric van de Poele, que não obteve a superlicença, restou à Coloni escolher outro italiano, Enrico Bertaggia.
Apesar das mudanças, nada mudaria na Coloni. Moreno conseguiria mais uma classificação, em Portugal, largando em uma improvável 15ª posição - melhor da história do time, apesar de um violento acidente com Eddie Cheever nos treinos. Porém, o brasileiro não chegaria muito longe na prova, tendo abandonado por problemas elétricos. A etapa do Estoril foi a última disputada pela Coloni na história. A partir daí, o time viveria um verdadeiro drama  - tanto no âmbito financeiro quanto nos treinos classificatórios.

## 1990: utilização dos motores Subaru e a derrocada
Em 1990, a equipe (desta vez, sem Enzo Coloni no comando técnico, uma vez que fora "rebaixado" para vice-presidente) assina um inesperado acordo com a Subaru, que adquire 51% das ações e paga as dívidas. Um motor desenhado pelo experiente engenheiro Carlo Chiti na fábrica da Motori Moderni seria utilizado pelo time. O belga (nascido em Luxemburgo) Bertrand Gachot foi contratado para guiar o carro, agora batizado de C3B.
Mas os problemas da Coloni permaneciam visíveis, principalmente no motor Subaru, cuja potência não ultrapassava 500 cavalos. Gachot emplacou uma sequência de 10 corridas seguidas eliminado nas pré-classificações de sexta-feira, chegando a marcar um tempo de mais de 5 minutos no treino pré-qualificatório para o GP dos Estados Unidos, o primeiro da temporada, 3 minutos mais lento até do que a Life de Gary Brabham. Com os motores da Ford, a equipe mostrou uma razoável melhora na equipe, que suplantaria a pré-classificação pela primeira vez no GP da Bélgica, mas Gachot não conseguiu a classificação. Ele ainda superou as pré-classificações em 5 oportunidades, mas as limitações do carro impediam a classificação do belga, que não conseguiria mais do que a 30ª posição nos treinos classificatórios. Pela primeira vez desde 1987, a Coloni não largaria em nenhum Grande Prêmio da categoria.

## 1991: a crise
Desgastada após o fracasso dos chassis C3B e C no ano anterior, a Coloni entraria de vez numa crise sem precedentes, possuindo apenas 6 funcionários.
Para ajudar a equipe, estudantes da Universidade de Perugia criaram um carro novo, chamado de C4. Enzo Coloni pensava em contratar o experiente Andrea de Cesaris para pilotar o monoposto, e contaria ainda com o patrocínio da Marlboro para aumentar o caixa, mas o piloto de Roma optou em assinar com a novata equipe Jordan.
Resignado, Enzo decidiu contratar o português Pedro Chaves, que viria juntamente com o apoio da vinícola Mateus. Pilotando um carro mal-treinado e com uma condução frágil, o novato não conhecia as pistas onde tentaria a classificação. Como resultado, o português não largaria em nenhuma prova. Afundada em crise, a Coloni não disputa o GP da Espanha, retornando em Suzuka, e com um novo piloto: o japonês Naoki Hattori, que tinha bom desempenho em competições de seu país, mas também sem experiência na Fórmula 1. Desta maneira, Hattori fracassou na pré-classificação no Japão e também na Austrália.
Sem mais esperanças de prosseguir na F-1, Enzo Coloni não tem outra alternativa, senão vender o time ao empresário Andrea Sassetti, que criaria a Andrea Moda Formula no ano seguinte.

## Principais pilotos
- Nicola Larini: O piloto nascido em Lido di Camaiore fez sua estreia na Fórmula 1 juntamente com a Coloni, pela qual disputou 2 provas.
- Gabriele Tarquini: Disputou a temporada de 1988, sendo responsável pelo melhor resultado em corridas da equipe, ao terminar em oitavo lugar no GP do Canadá.
- Roberto Moreno: O brasileiro, que era piloto de testes da Ferrari, assinou com a Coloni para 1989 e teve o salário pago pela Scuderia. Conseguiu a melhor posição de largada na história do time, um 15º lugar em Portugal.